# Gantiganahalli, Dod Ballapur
Gantiganahalli là một làng thuộc tehsil Dod Ballapur, huyện Bangalore Rural, bang Karnataka, Ấn Độ.